# حامول أحادي المدقة
حامول أحادي المدقة (الاسم العلمي:Cuscuta monogyna) هو نوع من النباتات يتبع جنس الحامول من الفصيلة المحمودية.